# John Glenn

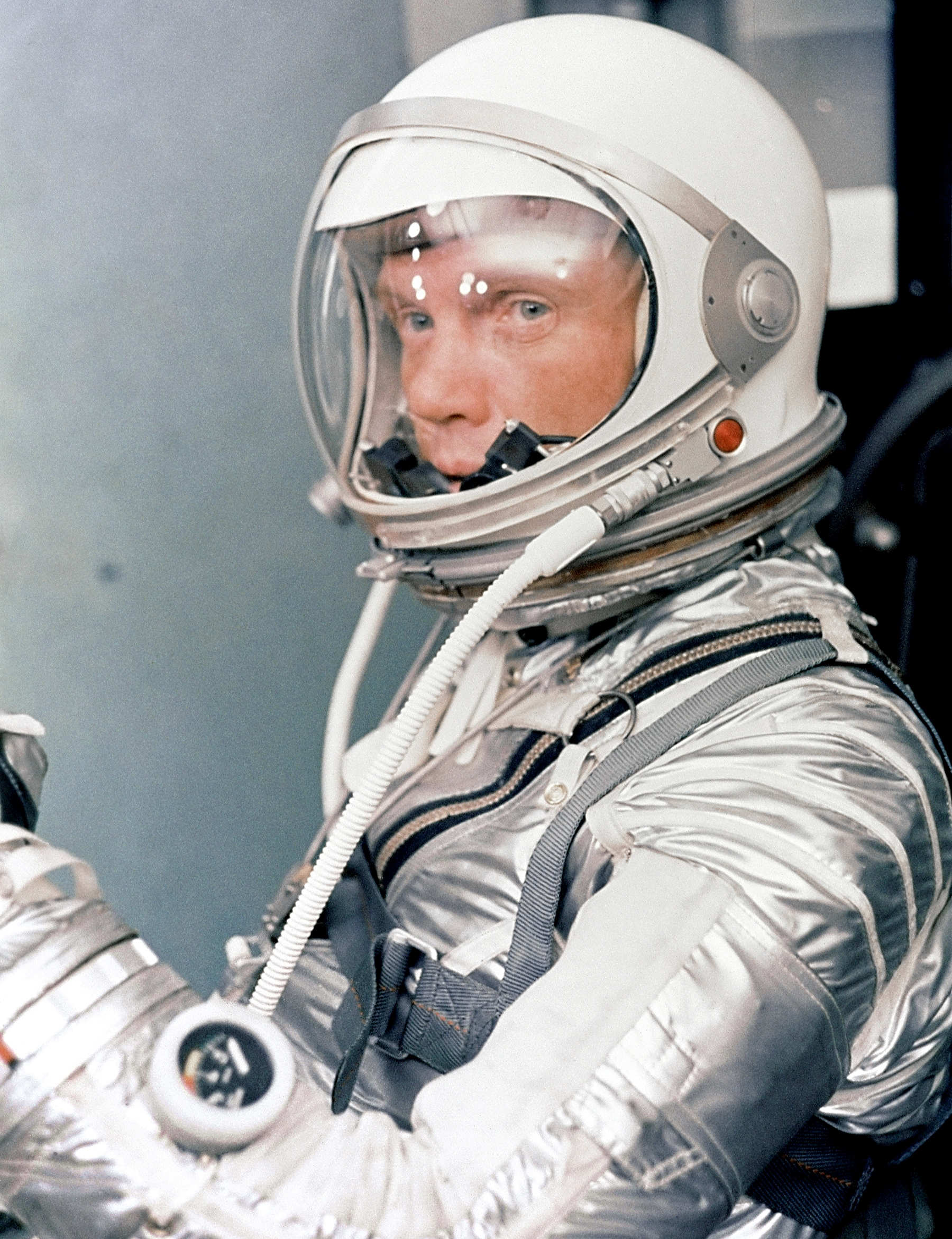
John Glenn i sin rymddräkt 1962.

John Herschel Glenn Jr., född 18 juli 1921 i Cambridge i Ohio, död 8 december 2016 i Columbus i Ohio, var en amerikansk astronaut och senator (demokrat) 1974-1999. Glenn blev uttagen 9 april 1959 i astronautgrupp 1 inför Mercuryprogrammet, och var den förste amerikanen som flög i omloppsbana runt jorden.

## Familjeliv
Glenn gifte sig 6 april 1943 med Anna Margaret Castor (1920-2020), som bytte namn till Annie Glenn. Med henne fick han två barn.

## Karriär
John Glenn hoppade av sina högskolestudier och försökta ta värvning i USA:s arméflygkår efter attacken mot Pearl Harbor 1941. Han blev emellertid istället flygkadett i USA:s flotta, och var senare överflyttad som stridspilot för USA:s marinkår under andra världskriget och stred även i Koreakriget.
Han blev utvald som astronaut i Astronautgrupp 1 av NASA 1959. Den 20 februari 1962 flög han Mercury 6. Glenn lämnade astronautkåren 30 januari 1964.
Glenn var senator för Ohio 1974–1999 och tillhörde demokraterna.
Glenn skulle ställt upp som Jimmy Carters vicepresident i Presidentvalet i USA 1976, men man valde istället Walter Mondale som vicepresidentkandidat.
1983 meddelade Glenn att han skulle ställa upp i Presidentvalet i USA 1984, men han fick inte stöd på Demokraternas konvent. 
Han blev uttagen som nyttolastspecialist 1998 inför rymdfärden STS-95 för att undersöka hur kroppen hos äldre människor påverkas i mikrogravitationell miljö.

## Rymdflygningar
Glenn gjorde två rymdflygningar. Den första gjorde han som aktiv NASA-astronaut. Den andra flygningen gjorde han som försöksobjekt.

### Mercury 6
John Glenn blev 20 februari 1962 den första amerikan som flög i omloppsbana runt jorden.

### STS-95
I november 1998 blev han den äldsta människan som flugit ut i rymden då han vid en ålder av 77 år var ombord på Discovery under en nio dygn lång rymdflygning.

## Skådespelare
John Glenn gjorde flera mindre skådespelarinsatser, bland annat i TV-serien Frasier , där han spelade sig själv.

## Eftermäle
Orbital ATK:s rymdfarkost Cygnus CRS OA-7 var uppkallad efter honom.